# شاره تاریک
شاره تاریک یا مایع تاریک در اخترشناسی و در کیهان‌شناسی، جایگزینی برای نظریه‌های ماده تاریک و انرژی تاریک است. این نظریه می‌کوشد از توضیح و تعریف هر دو پدیده یک ساختار واحد را نتیجه‌گیری کند. بر پایهٔ این نظریه مادهٔ تاریک و انرژی تاریک آنگونه که تصور می‌شده پدیده‌های فیزیکی جداگانه‌ای نیستند و منشأ جداگانه‌ای ندارند، بلکه ارتباط تنگاتنگی با یکدیگر دارند و می‌توانند به عنوان دو چهره از یک مایع شاره سیال در نظر گرفته شوند. در مقیاس کهکشانی، شارهٔ تاریک مانند ماده تاریک رفتار می‌کند و در مقیاس بزرگتر، رفتار آن شبیه انرژی تاریک می‌شود. مشاهدات ما در مقیاس زمین و منظومه شمسی در حال حاضر برای توضیح اثرات گرانشی مشاهده‌شده در مقیاس‌های بزرگ کافی نیستند.
در سال ۲۰۱۸ اخترفیزیکدان جیمی فارنس پیشنهاد کرد که یک مایع تاریک با جرم منفی دارای ویژگی‌های لازم برای توضیح ماده تاریک و انرژی تاریک است.